# Liste der Naturdenkmale in Fichtenau
| Naturdenkmale | Anzahl |
| ------------- | ------ |
| FND           | 10     |
| END           | 14     |
| Gesamt        | 24     |

Die Liste der Naturdenkmale in Fichtenau nennt die verordneten Naturdenkmale (ND) der im baden-württembergischen Landkreis Schwäbisch Hall liegenden Gemeinde Fichtenau. In Fichtenau gibt es insgesamt 24 als Naturdenkmal geschützte Objekte, davon 10 flächenhafte Naturdenkmale (FND) und 14 Einzelgebilde-Naturdenkmale (END).
Stand: 31. Oktober 2016.

## Flächenhafte Naturdenkmale (FND)
| Name                                           | Bild | Kennung     | Einzelheiten | Position | Fläche Hektar | Datum         |
| ---------------------------------------------- | ---- | ----------- | ------------ | -------- | ------------- | ------------- |
| Aufgelandeter Teich                            | BW   | 81271020008 | Fichtenau    | ⊙        | 0,3           | 24. Okt. 1983 |
| Baumgruppe in der ehemaligen Sandgrube         | BW   | 81271020019 | Fichtenau    | ⊙        | 0,1           | 16. Sep. 1985 |
| Brettenweiher                                  | BW   | 81271020021 | Fichtenau    | ⊙        | 3,8           | 24. Okt. 1983 |
| Feuchtgebiet am Ratzenweiher                   | BW   | 81271020015 | Fichtenau    | ⊙        | 1,4           | 24. Okt. 1983 |
| Hohlweg beim Fichtenhof                        | BW   | 81271020014 | Fichtenau    | ⊙        | 0,3           | 16. Sep. 1985 |
| Streuwiese am Beißerweiher                     | BW   | 81271020022 | Fichtenau    | ⊙        | 1,0           | 24. Okt. 1983 |
| Streuwiese beim Gießrechenweiher               | BW   | 81271020023 | Fichtenau    | ⊙        | 0,7           | 24. Okt. 1983 |
| Streuwiese nördlich des Stockweihers           | BW   | 81271020025 | Fichtenau    | ⊙        | 0,2           | 4. Apr. 1990  |
| Wassergefüllte Sandgrube                       | BW   | 81271020020 | Fichtenau    | ⊙        | 0,1           | 24. Okt. 1983 |
| Weiher mit Verlandungszone in Unterdeufstetten | BW   | 81271020024 | Fichtenau    | ⊙        | 2,7           | 4. Apr. 1990  |
| Legende für Naturdenkmal                       |      |             |              |          |               |               |

## Einzelgebilde (END)
| Name                                       | Bild | Kennung     | Einzelheiten | Position | Fläche Hektar | Datum         |
| ------------------------------------------ | ---- | ----------- | ------------ | -------- | ------------- | ------------- |
| Hainbuchenbusch beim Zankhof               | BW   | 81271020026 | Fichtenau    | ⊙        | 0,0           | 4. Apr. 1990  |
| Hainbuchen-Laubgang                        | BW   | 81271020003 | Fichtenau    | ⊙        | 0,0           | 16. Juni 1972 |
| Lautenbacher Linde                         | BW   | 81271020016 | Fichtenau    | ⊙        | 0,0           | 24. Okt. 1983 |
| Verwachsung Fichte-Eiche                   | BW   | 81271020001 | Fichtenau    | ⊙        | 0,0           | 14. Juli 1954 |
| Wäldershuber Linde                         | BW   | 81271020010 | Fichtenau    | ⊙        | 0,0           | 24. Okt. 1983 |
| Zweistämmige Eiche                         | BW   | 81271020012 | Fichtenau    | ⊙        | 0,0           | 24. Okt. 1983 |
| 1 Berg-Ulme in Großenhub                   | BW   | 81271020009 | Fichtenau    | ⊙        | 0,0           | 24. Okt. 1983 |
| 1 Eiche am Kappelbusch                     | BW   | 81271020005 | Fichtenau    | ⊙        | 0,0           | 14. Juli 1954 |
| 1 Eiche zwischen Storchen- u. Hammerweiher | BW   | 81271020017 | Fichtenau    | ⊙        | 0,0           | 24. Okt. 1983 |
| 1 Kastanie an der Ölmühle                  | BW   | 81271020018 | Fichtenau    | ⊙        | 0,0           | 24. Okt. 1983 |
| 1 Linde im Schloßgarten                    | BW   | 81271020002 | Fichtenau    | ⊙        | 0,0           | 16. Juni 1972 |
| 1 Stieleiche am Waldrand                   | BW   | 81271020013 | Fichtenau    | ⊙        | 0,0           | 24. Okt. 1983 |
| 1 Traubeneiche vor dem alten Rathaus       | BW   | 81271020007 | Fichtenau    | ⊙        | 0,0           | 14. Juli 1954 |
| 3 Eichen im Schloßgarten                   | BW   | 81271020004 | Fichtenau    | ⊙        | 0,0           | 16. Juni 1972 |
| Legende für Naturdenkmal                   |      |             |              |          |               |               |